# Le Puy (Gironda)
Le Puy è un comune francese di 394 abitanti situato nel dipartimento della Gironda nella regione della Nuova Aquitania.

## Storia

### Simboli
Lo stemma è stato adottato il 4 febbraio 2015. Il giglio è attributo di sant'Anna, l'uva fa riferimento ai vigneti della zona, il leopardo è simbolo dell'Aquitania.

## Società

### Evoluzione demografica
Abitanti censiti